# Martin Pinter
Martin Pinter (Saint-Germain-en-Laye, 10 maggio 1997) è un giocatore di football americano francese, che gioca come edge rusher per i Cologne Centurions.
Dopo aver giocato per la squadra giovanile dei TFG Typhoons, nel 2017 si trasferisce ai Solingen Paladins e nel 2020 ai Cologne Crocodiles. Dal 2022 gioca in ELF, prima con i Rhein Fire e poi con i Cologne Centurions.

## Palmarès
- 2 ELF Championship (Rhein Fire, 2023, 2024)